# العبودية في باكستان
العبودية في باكستان تعتبر العبودية غير قانونية في باكستان، لكن هناك حوالي مليوني شخص يعملون بأحد أشكال العبودية وهي العمل لرد الدين. أبرم الملياردير الأسترالي في مجال التعدين وفاعل الخير أندرو فورست صفقة مع مقاطعة البنجاب لمنحها إمكانية الوصول إلى تقنية صنع الديزل من الفحم لقوانين مكافحة العمل الجبري.
كما فرضت باكستان الزواج القسري أو بيع الأطفال أو استغلالهم والاتجار بالبشر.